# 6990 Toya
6990 Toya (1994 XU4) là một tiểu hành tinh vành đai chính được phát hiện ngày 9 tháng 12 năm 1994 bởi T. Kobayashi ở Oizumi.